# José Miguel Lanza
Jose Lanza, bolivijski general, * ?, † 1828.